# Noua literatură
Noua literatură este o revistă editată de Uniunea Scriitorilor din România. Editor coordonator: Luminița Marcu; editori: Ana Chirițoiu, Igor Mocanu, Mihaela Michailov; art director: Mihaela Șchiopu.
Revista are 32 de pagini și o periodicitate lunară. A apărut în noiembrie 2006, în urma cîștigării unui concurs de proiecte organizat de Uniunea Scriitorilor. Revista este concepută ca pe o formă de mediatizare a scriitorilor activi din România, cu predilecție cei din noile generații, deși nici referințele la celelalte arte nu sunt absente.